# Asarum insigne
Asarum insigne Diels – gatunek rośliny z rodziny kokornakowatych (Aristolochiaceae Juss.). Występuje naturalnie w Chinach – w prowincjach Guangdong i Jiangxi oraz regionie autonomicznym Kuangsi. 

## Morfologia
PokrójBylina z pionowymi kłączami o średnicy 2–4 mm.
LiściePojedyncze, mają kształt od owalnego do trójkątnie owalnego. Mierzą 10–15 cm długości oraz 6–11 cm szerokości. Są zielone z białymi plamkami. Blaszka liściowa jest o nasadzie zbiegającej po ogonku i ostrym lub spiczastym wierzchołku. Ogonek liściowy jest mniej lub bardziej owłosiony i dorasta do 10–20 cm długości.
KwiatySą promieniste, obupłciowe, pojedyncze. Okwiat ma dzwonkowato okrągły kształt i purpurową barwę, dorasta do 3–4 cm długości oraz 3,5–5 cm szerokości. Listki okwiatu mają kształt od owalnego do nerkowatego. Zalążnia jest dolna z wolnymi słupkami.

## Biologia i ekologia
Rośnie w lasach oraz na terenach skalistych. Występuje na wysokości do 500 m n.p.m. Kwitnie od kwietnia do maja.